# Dietmar Johnen

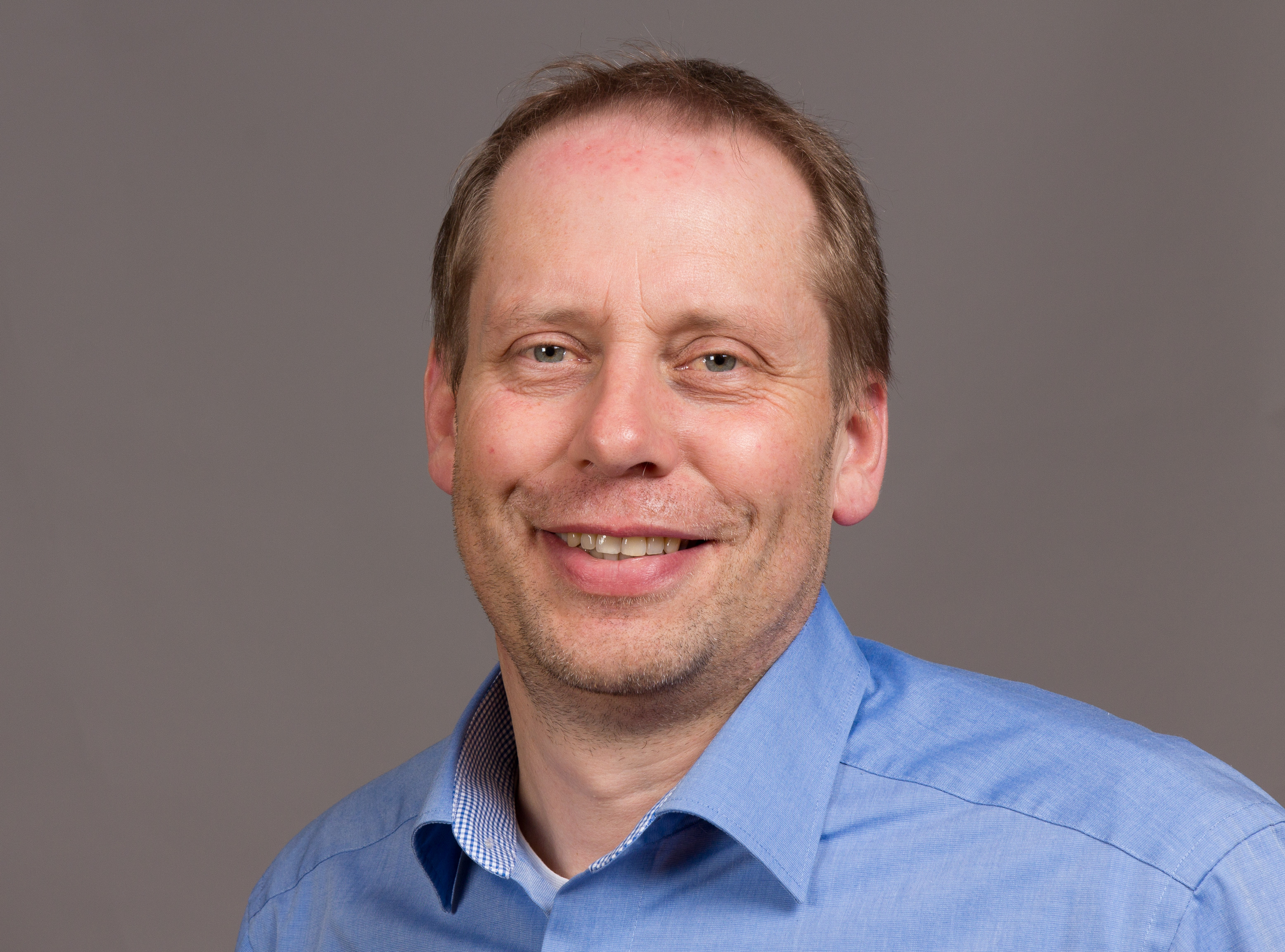
Dietmar Johnen (2014)

Dietmar Johnen (* 25. November 1965 in Aachen) ist ein deutscher Politiker (Bündnis 90/Die Grünen). Er war von 2011 bis 2016 Abgeordneter des rheinland-pfälzischen Landtags.
Dietmar Johnen ist von Beruf staatlich geprüfter Landwirt. Er arbeitete von 2001 bis 2011 in diesem Beruf an seinem Wohnort Großkampenberg. Heute betreibt er einen Naturland Bio-Bauernhof mit Schafhaltung in der Vulkaneifel.
2010 trat er der Partei Bündnis 90/Die Grünen bei. 
Bei der Landtagswahl in Rheinland-Pfalz 2011 stand er für die Partei Bündnis 90/Die Grünen auf Platz 16 der Landesliste und wurde aufgrund des unerwartet guten Abschneidens seiner Partei Mitglied des Landtages Rheinland-Pfalz bis 2016. Im Landtag war er stellvertretender Vorsitzender des Ausschusses für Landwirtschaft und Ernährung und Sprecher für Landwirtschaft, Gentechnik, Weinbau und Ernährung seines Landesverbandes Bündnis 90/Die Grünen Rheinland-Pfalz.
Am 30. Januar 2022 wurde er bei einer Direktwahl mit einem Stimmenanteil von 80,3 % zum Ortsbürgermeister von Kalenborn-Scheuern gewählt. Das Amt trat er am 15. Februar 2022 an.